# Дрмно
Дрмно је насеље у граду Пожаревац, у Браничевском округу, у Србији. Према попису из 2022. било је 825 становника.
Поред села протиче река Млава и оно је удаљено само 8 km од њеног ушћа у реку Дунав. Село је величине око 260 домова. У селу живи око 1.300 становника, од којих су готово сви Срби.
Дрмно се све више урбанизује тако да данас већина домова има телефон, у селу се налази амбуланта, а 2006. године је изграђен топловод, кабловска телевизија, интернет и започета изградња православне цркве Васкрсење Христово.

## Историја
Део атара села налази се на археолошком налазишту Виминацијум, тако да село има потенцијалан туристички значај.
Међу богатим налазима најважнији је саркофаг украшен рељефном декорацијом.
Дрмно је у средњем веку било метох манастира Тисман и Водица. Село је манастирима даровао кнез Лазар Хребељановић.
Дрмно се граничило са селима Бикин и Барич које је кнез Лазар даривао манастирима Тисман и Водица (75).
Село Дрмно је у Кумановској бици изгубило свих 67 мобилисаних сељана који су погинули у Првој чети Прве српске армије.

## Демографија
У насељу Дрмно живи 847 пунолетних становника, а просечна старост становништва износи 43,1 година (41,0 код мушкараца и 45,1 код жена). У насељу има 258 домаћинстава, а просечан број чланова по домаћинству је 4,05 (попис 2002).
Ово насеље је великим делом насељено Србима (према попису из 2002. године), а у последња три пописа, примећен је пад у броју становника.
|  |

| Демографија | Демографија | Демографија |
| Година      | Становника  | Становника  |
| ----------- | ----------- | ----------- |
| 1948.       | 1.219       |             |
| 1953.       | 1.313       |             |
| 1961.       | 1.404       |             |
| 1971.       | 1.341       |             |
| 1981.       | 1.313       |             |
| 1991.       | 1.252       | 1.140       |
| 2002.       | 1.046       | 1.235       |
| 2011.       | 894         |             |

| Етнички састав према попису из 2002.‍ | Етнички састав према попису из 2002.‍ | Етнички састав према попису из 2002.‍ | Етнички састав према попису из 2002.‍ | Етнички састав према попису из 2002.‍ |
| ------------------------------------ | ------------------------------------ | ------------------------------------ | ------------------------------------ | ------------------------------------ |
|                                      |                                      |                                      |                                      |                                      |
| Срби                                 | Срби                                 |                                      | 1.037                                | 99,13%                               |
| Мађари                               | Мађари                               |                                      | 1                                    | 0,09%                                |
| непознато                            | непознато                            |                                      | 6                                    | 0,57%                                |

| Година пописа     | 1948. | 1953. | 1961. | 1971. | 1981. | 1991. | 2002. |
| ----------------- | ----- | ----- | ----- | ----- | ----- | ----- | ----- |
| Број домаћинстава | 232   | 252   | 276   | 272   | 276   | 282   | 258   |

| Број чланова      | 1  | 2  | 3  | 4  | 5  | 6  | 7  | 8  | 9 | 10 и више | Просек |
| ----------------- | -- | -- | -- | -- | -- | -- | -- | -- | - | --------- | ------ |
| Број домаћинстава | 35 | 44 | 30 | 39 | 36 | 42 | 15 | 14 | 2 | 1         | 4,05   |

| Пол    | Укупно | Неожењен/Неудата | Ожењен/Удата | Удовац/Удовица | Разведен/Разведена | Непознато |
| ------ | ------ | ---------------- | ------------ | -------------- | ------------------ | --------- |
| Мушки  | 427    | 89               | 289          | 36             | 12                 | 1         |
| Женски | 449    | 44               | 299          | 79             | 26                 | 1         |
| УКУПНО | 876    | 133              | 588          | 115            | 38                 | 2         |

| Пол    | Укупно                    | Пољопривреда, лов и шумарство | Рибарство                            | Вађење руде и камена | Прерађивачка индустрија       |
| ------ | ------------------------- | ----------------------------- | ------------------------------------ | -------------------- | ----------------------------- |
| Мушки  | 232                       | 43                            | 0                                    | 141                  | 1                             |
| Женски | 93                        | 28                            | 0                                    | 21                   | 1                             |
| УКУПНО | 325                       | 71                            | 0                                    | 162                  | 2                             |
| Пол    | Производња и снабдевање   | Грађевинарство                | Трговина                             | Хотели и ресторани   | Саобраћај, складиштење и везе |
| Мушки  | 14                        | 10                            | 7                                    | 3                    | 3                             |
| Женски | 3                         | 1                             | 13                                   | 3                    | 2                             |
| УКУПНО | 17                        | 11                            | 20                                   | 6                    | 5                             |
| Пол    | Финансијско посредовање   | Некретнине                    | Државна управа и одбрана             | Образовање           | Здравствени и социјални рад   |
| Мушки  | 0                         | 0                             | 1                                    | 1                    | 2                             |
| Женски | 0                         | 0                             | 2                                    | 4                    | 12                            |
| УКУПНО | 0                         | 0                             | 3                                    | 5                    | 14                            |
| Пол    | Остале услужне активности | Приватна домаћинства          | Екстериторијалне организације и тела | Непознато            | Непознато                     |
| Мушки  | 1                         | 0                             | 0                                    | 5                    | 5                             |
| Женски | 1                         | 1                             | 0                                    | 1                    | 1                             |
| УКУПНО | 2                         | 1                             | 0                                    | 6                    | 6                             |